# 52384 Elenapanko
52384 Elenapanko è un asteroide della fascia principale. Scoperto nel 1993, presenta un'orbita caratterizzata da un semiasse maggiore pari a 1,8519017 UA e da un'eccentricità di 0,1019274, inclinata di 26,22799° rispetto all'eclittica.